# Монтгомері (округ, Північна Кароліна)
Шаблон:StateAbbr_ 35°20′ пн. ш. 79°54′ зх. д. / 35.33° пн. ш. 79.9° зх. д.
Округ Монтгомері (англ. Montgomery County) — округ (графство) у штаті  Північна Кароліна, США. Ідентифікатор округу 37123.

## Історія
Округ утворений 1779 року.

## Демографія
За даними перепису 
2000 року 
загальне населення округу становило 26822 осіб, зокрема міського населення було 3289, а сільського — 23533.
Серед мешканців округу чоловіків було 13581, а жінок — 13241. В окрузі було 9848 домогосподарств, 7187 родин, які мешкали в 14145 будинках.
Середній розмір родини становив 3,08.
Віковий розподіл населення поданий у таблиці:
| Стать    | До 15 років | 15-21 | 22-29 | 30-39 | 40-49 | 50-65 | 65-85 | Понад 85 |
| -------- | ----------- | ----- | ----- | ----- | ----- | ----- | ----- | -------- |
| Чоловіки | 2873        | 1259  | 1658  | 2043  | 2025  | 2231  | 1400  | 92       |
| Жінки    | 2646        | 1198  | 1328  | 1656  | 1950  | 2210  | 1943  | 310      |

## Суміжні округи
- Рендолф — північний схід
- Мур — схід
- Річмонд — південь
- Стенлі — захід
- Девідсон — північний захід

## Виноски
1. ↑  U.S. Decennial Census. United States Census Bureau. Архів оригіналу за 19 липня 2018. Процитовано 18 січня 2015.
2. ↑  Historical Census Browser. University of Virginia Library. Архів оригіналу за 11 серпня 2012. Процитовано 18 січня 2015.
3. ↑  Forstall, Richard L., ред. (27 березня 1995). Population of Counties by Decennial Census: 1900 to 1990. United States Census Bureau. Архів оригіналу за 3 березня 2015. Процитовано 18 січня 2015.
4. ↑  Census 2000 PHC-T-4. Ranking Tables for Counties: 1990 and 2000 (PDF). United States Census Bureau. 2 квітня 2001. Архів оригіналу (PDF) за 18 грудня 2014. Процитовано 18 січня 2015.
5. ↑  State & County QuickFacts. United States Census Bureau. Архів оригіналу за 6 червня 2011. Процитовано 27 жовтня 2013.(англ.) Наведено за англійською вікіпедією.
6. ↑  American FactFinder. Бюро перепису населення США. Архів оригіналу за 26 лютого 2012. Процитовано 31 січня 2008.

| США | Це незавершена стаття з географії США. Ви можете допомогти проєкту, виправивши або дописавши її. |